# スーパーサタデー (ドバイワールドカップカーニバル)
スーパーサタデー（Super Saturday）とは、毎年3月上旬の土曜日にドバイレーシングクラブがメイダン競馬場でドバイワールドカップデー各競走の前哨戦を行う開催日のことである。スーパーサタデイと表記される場合もある。

## 当日行われる主な競走（2024年）
| 競走    | 競走名                          | 格    | 出走条件                                                | 施行コース  |
| ------- | ------------------------------- | ----- | ------------------------------------------------------- | ----------- |
| 第1競走 | マクトゥームチャレンジラウンド3 | G1 PA | 純血アラブ5歳以上                                       | ダート2000m |
| 第2競走 | ジュメイラ1000ギニー            | L     | サラブレッド北半球産3歳牝馬 サラブレッド南半球産3歳牝馬 | 芝1600m     |
| 第3競走 | バージナハール                  | G3    | サラブレッド北半球産4歳以上 サラブレッド南半球産3歳以上 | ダート1600m |
| 第4競走 | ナドアルシバターフスプリント    | G3    | サラブレッド北半球産3歳以上 サラブレッド南半球産3歳以上 | 芝1000m     |
| 第5競走 | ドバイシティーオブゴールド      | G2    | サラブレッド北半球産4歳以上 サラブレッド南半球産3歳以上 | 芝2410m     |
| 第6競走 | マクトゥームクラシック          | G2    | サラブレッド北半球産4歳以上 サラブレッド南半球産3歳以上 | ダート1900m |
| 第7競走 | ラスアルホール                  | G3    | サラブレッド北半球産3歳以上 サラブレッド南半球産3歳以上 | 芝1400m     |
| 第8競走 | マハーブアルシマール            | G3    | サラブレッド北半球産3歳以上 サラブレッド南半球産3歳以上 | ダート1200m |
| 第9競走 | ジュメイラクラシック            | L     | サラブレッド北半球産3歳 サラブレッド南半球産3歳         | 芝1800m     |